# Ikwezi

Gemeindegebiet bis 2016

Ikwezi war eine Gemeinde (Local Municipality) im Distrikt Sarah Baartman (ehemals Cacadu), Provinz Ostkap in Südafrika. Auf einer Fläche von 4453 km² lebten 10.537  Einwohner (Stand 2011). Sitz der Gemeindeverwaltung war Jansenville.
Ikwezi ist ein isiXhosa-Begriff für „Morgenstern“, gemeint ist, dass „die Dämmerung anbricht (die Sonne geht auf)“. Der Name wurde gewählt, um den Beginn einer neuen, besseren Ära zu markieren.
2016 wurde die Gemeinde Teil der neugebildeten Gemeinde Dr Beyers Naudé.

## Städte/Orte
- Dan Sandi View
- Jansenville
- Klipplaat
- KwaZamukucinga
- Wongalethu